# 丹尼尔·卡尼曼
丹尼尔·卡尼曼（希伯來語：דניאל כהנמן，1934年3月5日—2024年3月27日），又譯丹尼爾·康納曼，生於英國托管巴勒斯坦特拉维夫，以色列裔美国心理学家。由于在展望理论的贡献，获得2002年诺贝尔经济学奖。於2011年出版暢銷書《快思慢想》。

## 生平
在1920年代，他的父母由立陶宛移居到法國巴黎。但丹尼爾·卡內曼在特拉維夫出生，當時他母親在此拜訪親戚。丹尼爾·卡內曼的童年在巴黎長大。1940年，納粹德國佔領巴黎，其父親是第一批被挑選出來集中的法國猶太人，但因其父親雇主的介入幫忙，在六週後，其父親幸運的被釋放。其家庭在接下來的戰爭時期，都沒有被官方逮捕，生活正常。其父親在1944年因糖尿病過世。1948年，其家庭移居至英國托管下的巴勒斯坦，正好是在以色列建國前夕。
1954年，丹尼爾·卡內曼在耶路撒冷希伯來大學取得學士學位，主修心理學，副修數學。畢業後，他進入以色列國防軍的心理學部門工作。他負責是評估預備進入軍官訓練班的申請者，其心理素質是否符合要求，並且發展出一套用來評估申請者的心理測試。
他於1958年前往美國柏克萊加州大學，攻讀心理學博士。
取得博士學位後，1961年回到耶路撒冷希伯來大學擔任講師。1966年升任資深講師。在這個時期，他主要研究視覺心理學。除了在耶路撒冷希伯來大學的教職外，他曾訪問英美多所大學，如1965年到1966年，在密西根大學任訪問學者；1966年到1967年，在哈佛大学認知心理學中心，擔任講師；1967年到1968年，至劍橋大學應用心理學研究中心，任訪問學者。
在希伯來大學時，卡內曼開始與阿摩司·特沃斯基合作研究。1977年至1978年間，他們同樣都是史丹佛大學行為科學先進研究中心的研究員之一。在史丹佛大學時，經濟學家理查德·塞勒當時也在此研究，啟發了卡內曼與特沃斯基進入行為經濟學領域。1978年，卡內曼離開耶路撒冷希伯來大學，到加拿大不列顛哥倫比亞大學教書。1979年，與阿摩司·特沃斯基共同發表了展望理論。
在他90歲生日之後三週，康納曼向他親近的數位友人發出最後的電子郵件後，前往瑞士一間合法的協助自殺機構，於2024年3月27日進行安樂死，結束人生。他逝世的消息直到2025年3月才被正式公布。

## 家庭
康納曼有兩段婚姻。第一任妻子艾拉·康納曼（Irah Kahneman），為以色列社會學者。兩人生有一子一女，但之後離婚。長女Lenore Shoham，在科技業工作。其子麥可·康納曼（Michael Kahneman），為經濟學家。
第二任妻子Anne Treisman，是認知心理學家。兩人自1978年結婚，婚姻持續到她在2018年過世為止。兩人居住在加州柏克萊。
自2020年之後，康納曼與芭芭拉·特沃斯基（Barbara Tversky），其研究伙伴 Amos Tversky的遺孀，兩人在紐約市同居。